# Dimetiléter
Dimetil éter (Dme) é um gás de fórmula CH3OCH3 utilizado primordialmente em aerossóis. Também pode ser utilizado como combustível automotivo, substituindo o GLP ou o diesel. Pode ser obtido a partir do gás natural, do carvão ou da biomassa (o que tecnicamente o torna um biocombustível).